# 野村雅昭
野村 雅昭（のむら まさあき、1939年 - ）は、日本の日本語学者、落語研究家。専門は日本語学（文字・語彙）、話芸の言語学的分析。早稲田大学名誉教授。

## 人物
東京生まれ。1962年東京教育大学文学部卒。大学在学中の1966年、関東圏各大学の落語研究会の連合組織「全関東大学落語連盟」を結成した。都立高校教諭、国立国語研究所言語計量研究部長を経て、1974年佐伯梅友国語学賞受賞。1989年早稲田大学教授、文学学術院教授。2010年定年退任、名誉教授。NHK放送用語委員、日本語学会会長などを歴任。
JIS漢字コードの制定・改定に功績を持つ。

## 著書

### 単著
- 『漢字の未来』筑摩書房 1988.7
- 『日本語の風』大修館書店 1994.8
- 『落語の言語学』1994.5 平凡社選書　のちライブラリー
- 『落語のレトリック』1996.5 平凡社選書 落語の言語学シリーズ
- 『落語の話術』2000.2 平凡社選書 落語の言語学シリーズ

### 共編著
- 『小学生の漢字辞典 使いかた・おぼえかた』斎賀秀夫共編 小学館 1978.12
- 『東京堂用字用語辞典』東京堂出版 1981.10
- 『朝倉漢字講座』全5巻 前田富祺共編 朝倉書店 2003-06
- 『表現と文体』中村明・佐久間まゆみ・小宮千鶴子共編 明治書院 2005.3
- 『新選国語辞典』第9版 金田一京助・佐伯梅友・大石初太郎共編 小学館 2011.1